# Fellatio
Fellatio er seksuel stimulering af penis med mund og tunge. Stimulation af skrotum (pung) kan indgå under fellatio.
Den ikke-kliniske terminologi eller symbolsprog for fellatio er fransk eller blowjob.

## Kulturel betydning
Nogle modtagere betragter det at få oralsex som et ego-boost, og mener at en sådan handling er en form for dominans over deres sexpartner på grund af handlingens naturlige, åbenlyse underkastelse; giveren sidder ofte på knæ foran modtageren for at udføre handlingen. I det gamle Grækenland blev fellatio henvist til som "at spille på fløjten"; Kama Sutra har et kapitel om oparishtaka, eller "oralsamkvem".

## Indtagelse af sæd
Nancy Fridays bog Men in Love – Men's Sexual Fantasies: The Triumph of Love over Rage hævder at det at sluge en udløsning ligger højt på intimitetsskalaen. Mange fellatorer kan lide smagen, som bliver hængende i noget tid efter udløsningen.
Så sent som i 1976 anbefalede doktorer kvinder i deres ottende og niende måneder af graviditeten ikke at sluge sæd, da det kunne forårsage en for tidlig fødsel. Da det er meget sikkert at sluge sæd under graviditeten, bruges fellatio nogle gange som en afløsning af vaginalsex af par som stadig vil praktisere seksuelt samkvem under graviditetens sene stadier.
Indtagelse af sæd har også haft en central vigtighed i nogle af verdens kulturer. I Baruyakulturen findes et hemmeligt ritual hvori drenge giver fellatio til unge mænd, og drikker deres sæd for at "gen-kønne sig selv før ægteskab".

### Graviditet
Fellatio kan ikke resultere i graviditet; der er ingen måde hvorpå sæd fra penis kan komme ind livmoderen og æggelederne for at befrugte et æg. Der er i menneskekvinder ikke nogen forbindelse mellem fordøjelsessystemet og forplantningssystemet. Slugt sæd vil blive dræbt og nedbrudt af syrer i maven og proteiner i tyndtarmen. Produkterne af nedbrydelsen vil blive absorberet som en ubetydelig mængde næringsstoffer.

## Fodnoter
1. ↑  "fransk" i Den Danske Ordbog
2. ↑  Paley, Maggie (2000). The Book of the Penis.
3. ↑  "The Badger Herald – The age-old question: Spit or swallow?". Arkiveret fra originalen 28. september 2011. Hentet 23. marts 2009.
4. ↑  Sandra Margot, Tonianne Robino. The Pregnant Couple's Guide to Sex, Romance, and Intimacy. s. 122-123.
5. ↑  "Is it safe to swallow semen during pregnancy? – BabyCenter". Arkiveret fra originalen 15. februar 2008. Hentet 23. marts 2009.
6. ↑  "New Left Review - Jack Goody: The Labyrinth of Kinship". Arkiveret fra originalen 27. september 2007. Hentet 2007-07-24.